# Erika (Haren)
Erika ist ein etwa 5 km von der niederländischen Grenze entferntes Dorf. Es gehört zur Stadt Haren (Ems) und liegt etwa acht Kilometer vom Stadtzentrum entfernt. Anfang 2011 hatte der Ort 1.761 Einwohner.

## Geschichte
Der Name Erika bezieht sich auf das gleichnamige Heidekraut. Entstanden ist das Dorf im Jahr 1886 aus der von 1870 bis 1878 eingerichteten Moorkolonie für den Bau des Haren-Rütenbrock Kanals, einem Teilstück des Linksemsischen Kanalnetzes. Erika gehörte zur Gemeinde Altharen, die im Jahr 1956 in die Stadt Haren (Ems) eingemeindet wurde. Eine frühere Bezeichnung für den Ort Erika war der Name Altharener Moor.
Erika war Schauplatz einer der größten Kindesmissbrauchskandale der 90er Jahre. Von 1987 bis 1995 missbrauchte der Geistliche der Gemeinde mehrfach Schutzbefohlene.

## Haren-Rütenbrocker-Kanal
Der Haren-Rütenbrocker-Kanal ist etwa 13,5 km lang. Er geht von der Ems bis zur niederländischen Grenze. Eine Allee aus Stieleichen, die in der Bauzeit angepflanzt wurde, begleitet ihn. Der Wasserweg steht mit dem größten Teil seiner Bauwerke und der Allee unter Denkmalschutz. Vier Schleusen und 12 Brücken sind auf einer Schiffstour in die Niederlande zu passieren.
Der Kanal entstand als Teilstück des 111 km langen linksemsischen Kanalnetzes im Zuge der Kolonisierung des Bourtanger Moores. Er hat eine Wassertiefe von 1,80 m und einer Sohlbreite von 8,50 m. Die Moorkolonien blieben lange Zeit ohne hinreichende wirtschaftliche Basis. Sie dienten zur Verschiffung des Torfes und als Basisstationen für die Entwässerungsarbeiten des Moores.
Heute ist der Haren-Rütenbrocker-Kanal, die einzige Kanalverbindung zwischen Deutschland und den Niederlanden, bzw. zwischen Dollart und Rhein, nur noch für die Sportschifffahrt nutzbar.